# Shaferocharis villosa
Shaferocharis villosa là một loài thực vật có hoa trong họ Thiến thảo. Loài này được Borhidi & Bisse miêu tả khoa học đầu tiên năm 1981.